# Austromecopoda kayaman
Austromecopoda kayaman är en insektsart som beskrevs av Rentz, D.C.F., Y. Su och Norihiro Ueshima 2006. Austromecopoda kayaman ingår i släktet Austromecopoda och familjen vårtbitare. Inga underarter finns listade i Catalogue of Life.